# Губаз, Матрёна Мустафовна
Матрёна Мустафовна Губаз (1903, село Лдзаа, Сухумский округ, Кутаисская губерния, Российская империя — неизвестно, село Лдзаа, Гагрский район, Абхазская АССР, Грузинская ССР) — звеньевая колхоза «Коминтерн» Гагрского района, Абхазская АССР, Грузинская ССР. Герой Социалистического Труда (1948).

## Биография
Родилась в 1903 году в крестьянской семье в селе Лдзаа Сухумского округа. После окончания местной начальной школы трудилась в сельском хозяйстве. Во время коллективизации вступила в местную сельскохозяйственную артель, которая позднее была преобразована в колхоз «Коминтерн» Гагрского района. В послевоенное время — звеньевая полеводческого звена в этом же колхозе.
В 1948 году звено под её руководством собрало в среднем с каждого гектара по 76,55 центнера кукурузы на участке площадью 3,85 гектара. Указом Президиума Верховного Совета СССР от 21 февраля 1948 года удостоена звания Героя Социалистического Труда за «получение высоких урожаев кукурузы и табака в 1948 году» с вручением ордена Ленина и золотой медали «Серп и Молот» (№ 667).
После выхода на пенсию проживала в родном селе Лдзаа Гагрского района. Дата смерти не установлена.